# Brasschaat
Brasschaat – miejscowość i gmina (gemeente) w Belgii, w Regionie Flamandzkim, w prowincji Antwerpia, w okręgu Antwerpia. Liczy 38 470 mieszkańców (1 stycznia 2024).